# Margunn Bjørnholt
Margunn Bjørnholt (født 9. oktober 1958 i Bø i Telemark) er en norsk sociolog og økonom. Hun er forskningsprofessor ved Nasjonalt kunnskapssenter om vold og traumatisk stress (NKVTS) og professor i sociologi ved Universitetet i Bergen.

## Uddannelse og karriere
Hun studerede økonomi, regionplanlægning, politik og nutidens historie, og er cand.mag. fra Universitetet i Tromsø (1981), MA i europæiske økonomiske studier fra Europakollegiet i Belgien (1981–1982), mag.art. i økonomisk sociologi fra Universitetet i Oslo (UiO) (1995), med en afhandling om mikrofinansiering, etisk og rentefri bankvirksomhed, og fil.dr. (dr.phil.) fra Örebro Universitet (2014), med afhandlingen Modern Men om mænd og social ændring.
Hun arbejdede tidligere i den norske regionale udviklingsfond (nu Innovasjon Norge), ved Statens teknologiske institutt, og som partner i et konsulentfirma, særligt med at fremme regional udvikling og entreprenørskab, med særlig vægt på kvindelige iværksættere. Hun var tilknyttet forskningsprogrammet Alternativ Framtid (Center for Udvikling og Miljø ved UiO) fra 1993 og har siden været forsker ved Arbeidsforskningsinstituttet og Institutt for sosiologi og samfunnsgeografi ved UiO. I 2016 blev hun forskningsprofessor ved Nasjonalt kunnskapssenter om vold og traumatisk stress (NKVTS) ved UiO. I 2021 blev hun også professor i sociologi ved Universitetet i Bergen.
Hun har været national ekspert i ligestilling for Europa-Kommissionens generaldirektorat for beskæftigelse, sociale anliggender, arbejdsmarkedsforhold og ligestilling og gæsteforsker ved Emory University School of Law, Centre for Law and Social Justice ved University of Leeds og GEXcel Center of Gender Excellence.

## Forskning
Hovedvægten i hendes forskningsarbejde ligger indenfor sociologi og psykologi, men hun har også arbejdet med økonomiske emner. Hendes forskningsinteresser inkluderer kønsbaseret vold, flygtninge og migranter, ligestilling, mænd og maskuliniteter, organisationer, politikstudier og flere andre emner. Hun har publiceret over 50 videnskabelige artikler, tre bøger og flere rapporter.
Hendes forskning i 1990'erne handlede om etiske finansielle institutioner, penge og monetære systemer. Fra slutningen af 1990'erne forskede hun mest på ledelse og organisatoriske ændringer i den offentlige sektor med fokus på organisatorisk og rumlig fleksibilitet. Hendes forskning i arbejdslivet førte hende i 2000'erne til forskning i ændringer over tid og generationer i mænds arbejde-familie praksis og kønsrelationer baseret på socialpsykologiske og sociologiske perspektiver på generationsoverførsel og social forandring. Hun har også forsket i kulturelle tilpasninger og tværnational praksis blandt polske indvandrere i Norge, og hvordan migration bidrager til social forandring, og har været involveret i flere projekter i Øst- og Centraleuropa.
Siden 2010'erne har hendes forskning fokuseret på vold i forskellige sammenhænge, herunder kønsbaseret vold, vold mod flygtninge og migranter og vold i samiske samfund. Hun har ledet flere projekter inden for disse emner på NKVTS på vegne af Justitsministeriet, herunder et projekt om partnervold med fokus på betydningen af køns- og magtforhold og et projekt om vold i nære relationer i samiske samfund. Fra 2019 leder hun bl.a. et EU-finansieret projekt om seksuel og kønsbaseret vold mod kvindelige flygtninge og migranter, der vil finde ud af, hvordan politiske rammebetingelser nationalt og internationalt kan forbedre kvinders situation.

## Politik og samfundsliv
I begyndelsen af 1980'erne var hun journalist for den nyetablerede feministiske radiokanal radiOrakel. I perioden 1991–92 var hun leder af en arbejdsgruppe, der forsøgte at etablere en rentefri bank i Norge efter model af JAK Sverige og JAK Danmark. Hun var formand for Norsk Kvinnesaksforening 2013–16, formand for Norges kvinnelobby 2014–16 og bestyrelsesmedlem i International Alliance of Women 2013–17. Hun blev udnævnt af Udenrigsministeriet som medlem af den norske delegation til FN's Kvindekommission (CSW) i 2015 og 2016. Hun var kandidat for Miljøpartiet De Grønne ved kommunalbestyrelsesvalget i Bærum i 2015.